# Pasífae
Na mitologia grega, Pasífae ou Pasífaa (em grego:  Πασιφάη, transl.: Pasipháē) é uma das filhas de Hélio, deus do sol, e de Perseis (ou Perseida), que geraram além dela Eetes, rei da Cólquida, e a feiticeira Circe.
Perseis era a primogênita das oceânidas.
Assim como Circe e como sua sobrinha Medéia, filha de Eetes, Pasifae também tinha poderes mágicos.
Casou-se com Minos, filho de Zeus e da princesa fenícia Europa, com quem teve os filhos Androgeu (ou Eurigies), Ariadne, Deucalião, Fedra, Glauco de Creta, Catreu e Acacalis.
Pasifae era muito ciumenta e, para impedir que o marido se unisse a outras mulheres, lançou sobre ele uma maldição: as mulheres que o amavam morreriam devoradas por serpentes, escorpiões e centopéias que seriam ejaculados por ele. A princesa ateniense Prócris livrou-o do feitiço dando a ele uma erva mágica que recebera de Circe. Depois se deitou com ele em troca de dois presentes: um dardo que jamais errava o alvo e um cão do qual nenhuma caça escapava. Esses dois presentes mágicos pertenciam a Europa, mãe de Minos, que os recebera de Zeus.

## O Minotauro
Quando a princesa Europa voltou de sua aventura com Zeus no Olimpo, casou-se com
Asterion ( ou Asterios), rei de Creta, filho e sucessor de Téctamo e de uma filha de Creteo. Asterios não queria filhos, mas educou como pai os três filhos de Europa.
Ao morrer, legou o seu trono a Minos, o primogênito. Inconformados com essa decisão, os dois irmãos preteridos, Sarpedão e Radamanto, passaram a disputar o poder. Minos, para provar que Creta lhe pertencia por vontade dos deuses, afirmou que os imortais lhe concederiam qualquer coisa que desejasse. Como prova, pediu a Posídon (ou Poseidon- deus dos mares) que fizesse sair um touro do mar Egeu. Fez-lhe a promessa de que, depois, sacrificar-lhe-ia o touro em holocausto. Poseidon mandou um magnífico touro branco de grandes chifres dourados. Diante dessa prova de legitimidade, enviada pelos deus supremo dos mares, os irmãos de Minos reconheceram-no como soberano da ilha.
Minos, no entanto, levou o belo touro para fazer parte de seu rebanho e sacrificou, em vez dele, um animal comum. Com punição pelo não cumprimento da promessa, Posídon transformou o touro num animal indomável, furioso, que passou a atacar os habitantes da ilha. Além disso, pediu a Afrodite, deusa do amor, que fizesse com que Pasífae se apaixonasse pelo touro.
Para concretizar sua paixão, Pasífae pediu ao inventor Dédalo (pai de Ícaro) que construísse uma vaca de madeira tão perfeita que enganasse o touro. Ela se escondeu dentro da vaca e assim conseguiu seu intento. Dessa união nasceu o Minotauro, um ser monstruoso, metade touro, metade homem.
Envergonhado pela prova da traição de sua esposa, Minos encerrou o monstro num labirinto que Dédalo construiu junto ao seu palácio, em Cnossos.
Domar o touro de Creta foi dos 12 trabalhos de Hércules.

## Origem do mito
Na versão arcaica, pré-olímpica (um mito minoico), o touro por quem Pasífae se apaixonou era o próprio Posídon, disfarçado. Na versão grega, é realmente um animal, o que reduz a importância da paixão, transformando-a em mera perversão carnal, em vez de sentimento divino, sobre-humano.

## Etimologia
Pasífae vem do grego Πασιφάη, Pasipháē, "a que ilumina tudo", e segundo alguns autores, era a deusa da lua cheia.

## Na astronomia
Pasifae é o nome dado a uma das oito luas menores de Júpiter, descoberta por P. Melotte em 1908. Seu diâmetro é 50 km.  Também chamada de Júpiter VIII, é o décimo-quinto dos satélites conhecidos do quinto planeta do Sistema Solar, do qual dista 23.500.000 km.
Assim como Ananque, Carme, e Sinope, tem órbita extremamente inclinada em relação ao equador de Júpiter (aproximadamente 150 graus).
O touro de Creta é associado à constelação de Touro (Taurus), formada apenas pela cabeça, ombros e membros anteriores do animal, como se o restante do corpo ainda estivesse submerso.
As estrelas representam um touro em posição de ataque, com os chifres abaixados.
Asterion é uma estrela anã de magnitude 4,32, do tipo espectral.